# Aithiopszok
Aithiopszok (görögül: Ἀιθίοπες, Ἀιθιοπήες aithiopesz, aithiopéesz, jelentése: "égett arcúak") a görög mitológiában a föld déli határain lakozó törzs. Ahogy az északon élő Hüperboreoszokat, az Aithiopszokat is nagyon kedvelték az istenek, s gyakran vendégeskedtek náluk, azon a helyen, ahol Ókeanosz egy kis öblöt vagy mocsarat alkot, s hová Héliosz leszáll, hogy hűsöljön és megpihenjen. Az Aithiopszok egyébként békés népe királyuk, Memnón vezette nagy haderővel sietett az akhájok ellen háborúzó Priamosz segítségére.